# Barba

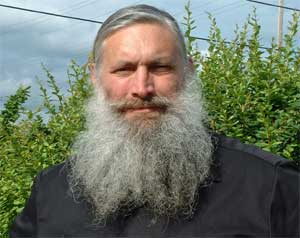
Exemplo de um homem com barba.

Barba é o conjunto de pêlos que cresce no queixo, nas faces e na frente do pescoço do homem, e mais raramente em mulheres. O estudo da barba é chamado de pogonologia.
Ao longo da história e de diferentes culturas do mundo, aos homens com barba se atribuiu qualidades como sabedoria, potência sexual e status social. Também em determinadas épocas e culturas se atribuiu a ela falta de higiene, refinamento e digna de excêntricos. Em algumas religiões, quem tem barba é considerado importante. Em geral a barba tem textura mais crespa que o cabelo, mesmo em homens de cabelo liso, tendo a mesma cor do cabelo variando em tonalidade, o crescimento da barba surge durante a puberdade devido à ação da testosterona, o hormônio masculino. Fisiologicamente, a função da barba é de aquecer e proteger o rosto mecanicamente, filtrar o ar da respiração, além de funcionar como dimorfismo sexual entre seres humanos.
Também já eram utilizadas desde o começo dos tempos por povos árabes e também tem muito uso por algumas religiões como o islamismo e judaísmo ortodoxo e existem alguns casos onde homens envelhecem sem nunca terem cortado sequer uma vez suas barbas. Em algumas religiões africanas, como a Uotmeit, homens incapazes de crescer barba são dados como impróprios para reprodução.
O crescimento dos pêlos faciais nos homens, de um modo geral, segue um padrão. Os primeiros a crescer são os do lábio superior, em suas duas extremidades (13-16 anos), depois disso eles se espalham para formar um bigode completo (15-17 anos), isso vem acompanhado do surgimento do cavanhaque e pêlos nas laterais, costeletas (16-18 anos), depois disso se dispersam para a frente e para os lados, descendo pelo pescoço para formar uma barba completa (17-19 anos). A barba cresce quase meio milímetro por dia, e segue crescendo ao longo de toda a vida, muito embora possa perder um pouco da densidade e reduzir a velocidade de crescimento em decorrência da andropausa (déficit hormonal do envelhecimento masculino).
Explicações da psicologia evolucionista para a existência de barbas incluem sinalização de maturidade sexual e sinalização de dominância aumentando o tamanho percebido das mandíbulas, e rostos limpos raspados são classificados como menos dominante do que aqueles que possuem barba. Alguns estudiosos afirmam que ainda não está estabelecido se a seleção sexual levando a barba está enraizada na atratividade (seleção inter-sexual) ou dominância (seleção intra-sexual). A barba pode ser explicada como um indicador da condição geral de um macho. A taxa de pilosidade facial parece influenciar atratividade do sexo masculino. A presença de uma barba torna o homem vulnerável em brigas, que é claro, por isso, os biólogos têm especulado que deve haver outros benefícios evolucionários que superam o inconveniente.

## Tipos de barbas

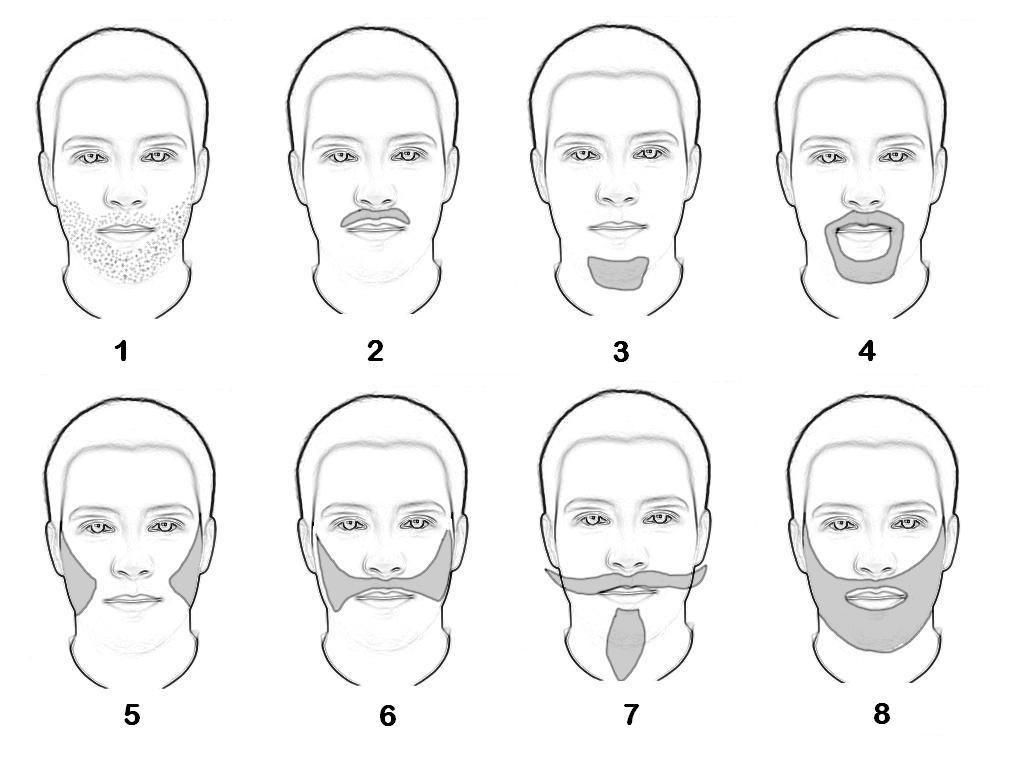

Os principais tipos de cortes de barbas adotados pelos homens são:
1. Incipiente
2. Bigode
3. Cavanhaque ou pêra
4. Barbicha
5. Suíças, costeletas ou patilhas
6. Barba cortada
7. Barba à Van Dyke
8. Barba completa

## Mitos a respeito da barba
Ao contrário do que se crê popularmente, o pêlo da barba não nasce mais grosso depois de cortado. Depois que se raspa o pêlo, ele volta a crescer com a mesma espessura de antes, já que, com o barbeador, não se arranca o bulbo do pêlo, que determina seu diâmetro. Ficamos com essa impressão porque o pêlo da barba é cortado rente à pele, justamente no local em que ele é mais grosso - do bulbo à ponta o pêlo só afina. Isso vale para todos os pêlos do corpo (incluindo os cabelos), em ambos os sexos. No caso das mulheres que usam métodos de depilação que arrancam pêlo com a raiz, o que pode acontecer é o fio renascer mais fino do que o original. Quando o aparelho arranca o pêlo, ele leva parte do bulbo e com isso o diâmetro diminui. Mesmo nesse caso, as células responsáveis pela multiplicação do pêlo seguem vivas e, se ele não for arrancado novamente, logo sua espessura se estabilizará. Outra falsa impressão comum é que o pêlo cresce mais rápido quando é cortado. Na verdade, a velocidade de crescimento independe do número de vezes que foi cortado, a não ser que, em vez de cortado, ele perca o bulbo. Nesse caso, ele demora mais para crescer, porque precisa recompor sua raiz, que fica de 1 a 2 milímetros abaixo da pele.